# Bars (Dordogne)
Bars település Franciaországban, Dordogne megyében. Lakosainak száma 243 fő (2022. január 1.). Bars Thenon, Plazac, Auriac-du-Périgord, Fanlac, Fossemagne és Rouffignac-Saint-Cernin-de-Reilhac községekkel határos.

## Népesség
A település népességének változása:
| Lakosok száma | 319  | 228  | 217  | 236  | 230  | 232  | 243  | 239  | 237  | 243  |
|               | 1968 | 1982 | 1990 | 2006 | 2013 | 2015 | 2017 | 2019 | 2020 | 2022 |